# Enargia infumata
Enargia infumata är en fjärilsart som beskrevs av Augustus Radcliffe Grote 1874. Enargia infumata ingår i släktet Enargia och familjen nattflyn. Inga underarter finns listade i Catalogue of Life.

## Bildgalleri

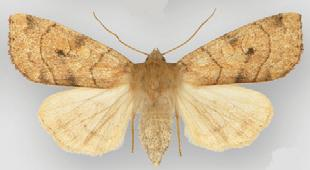
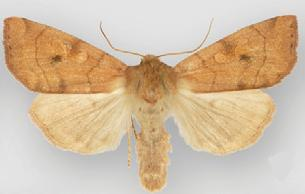